# 18 tháng 6
Ngày 18 tháng 6 là ngày thứ 169 (170 trong năm nhuận) trong lịch Gregory. Còn 196 ngày trong năm.

## Sự kiện
- 618 – Đường vương Lý Uyên đăng cơ làm hoàng đế tại Thái Cực điện tại Trường An, khởi đầu triều Đường.
- 1767 – Đại úy Samuel Wallis đổ bộ lên đảo Tahiti tại Thái Bình Dương, ông được cho là người châu Âu đầu tiên đến đảo.
- 1812 – Chiến tranh giữa Hoa Kỳ và Đế quốc Anh bắt đầu khi Quốc hội Hoa Kỳ bỏ phiếu thông qua việc tuyên chiến với Anh.
- 1815 – Chiến tranh Liên minh thứ bảy: Napoléon Bonaparte thất bại trong trận Waterloo, ông buộc phải thoái vị lần thứ nhì ít ngày sau đó.
- 1858 – Charles Darwin nhận được bản thảo từ người bạn là nhà tự nhiên học Alfred Russel Wallace về chọn lọc tự nhiên, điều này thúc đẩy Darwin công bố lý thuyết của ông về tiến hóa.
- 1908 – Đại học Philippines được thành lập, hiện là đại học quốc gia duy nhất tại Philippines.
- 1919 – Nguyễn Ái Quốc gửi bản "Yêu sách của nhân dân An Nam" cho Hội nghị Versailles
- 1928 – Phi công Amelia Earhart trở thành người phụ nữ đầu tiên bay qua Đại Tây Dương trên một khí cụ bay.
- 1965 – Hoa Kỳ lần đầu dùng máy bay ném bom chiến lược Boeing B-52 Stratofortress trong Chiến tranh Việt Nam.
- 1981 – Máy bay tàng hình thực tế đầu tiên trên thế giới Lockheed F-117 Nighthawk bay lần đầu.
- 1983 – Trên tàu con thoi Challenger, nhà du hành vũ trụ Sally Ride trở thành người phụ nữ Hoa Kỳ đầu tiên trong không gian, và là người phụ nữ thứ ba sau hai nhà du hành Liên Xô Valentina Tereshkova và Svetlana Savitskaya.

## Sinh
- 1901 – Anastasia Nikolayevna (Romanov), con gái út của Sa hoàng Nikolai II (m. 1918).
- 1907 – Võ An Ninh, Nhiếp ảnh gia Việt Nam (m. 2009).
- 1942 – Paul McCartney, ca sĩ người Anh, thành viên tứ quái The Beatles.
- 1944 – Sandy Posey, ca sĩ Mỹ.
- 1946 – Russell Ash, nhà văn Anh; Fabio Capello, huấn luyện viên Ý (m. 2010).
- 1975 - Trần Quang Minh, MC người Việt Nam
- 1989 – Pierre-Emerick Aubameyang, cầu thủ bóng đá Gabon.
- 1991 – Kha Chấn Đông, nam diễn viên, ca sĩ người Đài Loan.
- 1994 – Cúc Tịnh Y ,ca sĩ, diễn viên, vũ công người Trung Quốc.
- 2001 - Yabuki Nako, nữ ca sĩ người Nhật Bản, thành viên nhóm nhạc Hàn Quốc/Nhật Bản IZ*ONE và nhóm nhạc Nhật Bản HTK48.
- Không rõ năm - DC Tâm (Đào Công Tâm), nhạc sĩ người Việt Nam

## Mất
- 1749 – Ambrose Philips, nhà thơ Anh (s. 1674)
- 1930 – Cô Giang, hay Nguyễn Thị Giang, nhà cách mạng người Việt chống thực dân Pháp (s. 1906)
- 1950 – Trần Nghi, tướng lĩnh người Trung Quốc (s. 1883)
- 1985 – Xuân Thủy, cố Bộ trưởng Bộ Ngoại giao Việt Nam (s. 1912)
- 2018 – XXXTentacion, ca sĩ và nhạc sĩ người Mỹ (s. 1998)
- 1974 - Georgy Konstantinovich Zhukov, Nguyên soái Liên Xô.